# Little Nightmares
Little Nightmares je švédská počítačová hra z roku 2017. Byla vydána na platformy PlayStation 4, Xbox One, Microsoft Windows, Nintendo Switch a Google Stadia. Další hry od stejného vývojářského studia jsou Very Little Nightmares, vydaná 30. května 2019, a Little Nightmares II, vydaná 11. února 2021, a Little Nightmares III, plánovaná na rok 2025.

## Hratelnost

### Postavy a prostředí
Hráč hraje za postavu děvčete ve žluté pláštěnce jménem Six (česky Šest) vlastnící zapalovač. Hráč se s touto postavou pohybuje v trojrozměrném prostoru z bočního pohledu, což dodává hře vizualitu podobnou domečku pro panenky. Okolí je pro Six neobvykle rozměrné jako jsou například boty, které jsou velké, jako polovina jejího těla. Taktéž je většina postav ve hře neobvykle rozměrná. Jsou to Leeches (Pijavice), chovají se jako zástupci podtřídy pijavic, jsou však na rozdíl od existujících živočichů velké jako sama Six. Slepý, klobouk nosící, The Janitor (volně přeloženo jako Vrátný), postava s neobvykle krátkýma nohama, avšak dlouhýma rukama, který chytá děti a zavírá je do klecí. Dále The Twin Chefs (volně přeloženo jako Kuchaři Dvojčata), kteří, pokud se jim naskytne příležitost, se snaží Six uvařit, vzhledem se zdají být obézní. The Guests (Hosté) – morbidně obézní lidé, kteří se přišli najíst na loď Maw (volně přeloženo jako Bachor), kde se hra odehrává. Lační po pozření Six natolik, že pokud je jimi chycena, je okamžitě zhltnuta, v horším případě zavalena. Nakonec The Lady (Dáma) – samotná vedoucí lodi Maw, vzhledem připomíná japonské gejši, ovládá určitý typ magie. Výjimkami ve velikosti jsou ostatní děti (výška stejná jako u Six) a gnómům podobné bytosti zvané Nomové (v orig. Nomes), kteří jsou dokonce menší než Six.

### Děj
Six se probudí v otevřeném kufru na lodi Maw, která slouží pro věznění dětí a jejich požírání obřími lidmi, poté co se jí zdála noční můra o Lady. Six se vydá se na cestu po lodi, potkává Nomy, kteří před ní utíkají, prolézá ventilacemi a tunely a utíká před pijavicemi. V jedné z prvních místností objeví oběšence, kterému lze však vidět pouze dolní polovina těla. Dále se dostává do sekce s celami pro děti, kde se ji snaží chytit Janitor, jemuž však na konci této lokace usekne Six jeho dlouhé ruce za pomocí kovových dveří. Dále prochází přes kuchyň, z níž se dostane na chvíli mimo loď, kde uvidí, že se na Maw naloďují Hosté, kteří kráčejí do lokace, která je podobná jídelně. Na začátku této lokace lze spatřit Lady na balkoně, pozorující Hosty. Hosté se Six snaží chytit a zaživa sníst. Průchod lokací končí, když se na Six vrhne velké množství hostů najednou. Six jim unikne a odjede výtahem do bytu Lady. Tam se Six utká s Lady v boji.
Důležitým aspektem této hry je zobrazení hladu. Six projde 5 stádii hladovění a krmení než hra skončí. V tyto momenty Six slábne, svíjí se a kručí jí v břiše, dokud se nenají. První scéna se odehrává v dětském vězení u kantýny, kde Six obdrží chléb od jednoho z vězněných dětí, které zůstalo samotné v kantýně. Druhá scéna se odehrává nedaleko Janitorova příbytku, kde je Six chycena do klece s návnadou ze syrového masa. Třetí scéna se odehrává před vstupem do kuchyně, kde Six pozře hlodavce chyceného do pasti na myši. Čtvrtá scéna se odehrává mezi dobou, kdy Six utíkala před Hosty a než vstoupila do výtahu vedoucího k Lady. V této scéně Six pozře Noma, který jí nabízel klobásu. Pátá a poslední scéna se odehrává po souboji mezi Six a Lady, kdy Six ukojí svůj hlad právě na oslabené Lady a tím získá Six její magické schopnosti. Hra končí scénou, kdy Six prochází halou s Hosty, kteří se na ní hladově vrhají, ona je však zahubí magií. Následně vyjde po schodech do záře Slunce. Po titulcích lze ještě spatřit Six stojící u komínu lodi Maw.

## DLC
DLC hry Little Nightmares nazvané Secrets of the Maw vyšlo jako tři kapitoly později než původní hra. První kapitola s názvem The Depths vyšla v červenci 2017, druhá, nazvaná The Hideaway vyšla v listopadu téhož roku a třetí kapitola The Residence vyšla v únoru 2018.

### Postavy a děj
Ve všech kapitolách DLC se hráč ujme postavy chlapce zvaného The Runaway Kid (volně přeloženo jako Uprchlé Dítě). Probudí se na jedné z postelí ve vězení potom, co se mu zdála noční můra. Rozhodne se utéct, na začátku své cesty potká děvče s baterkou, za kterým se vydá do hlubších částí lodi Maw. Tam však najde pouze pohozenou svítilnu bez své majitelky. Vezme si ji a bude pokračovat dál. V těchto hlubinách se Runaway Kid setká s nepřátelskou postavou zvanou Granny (česky Babča). Jde o vodní masožravé monstrum, které však Runaway Kid v poslední části kapitoly zabije pomocí elektrického proudu z televizoru vhozeného ke Granny do vody. První kapitola končí, když hráčovu postavu chytí Janitor.
Druhá kapitola začíná únikem hráčovy postavy z jednoho z pytlů, do nichž Janitor vkládá mrtvé děti, které poté míří do kuchyně. Runaway Kid se ocitne mezi Nomy, kde hráč zjišťuje, že Nomové fungují jako pracovní síla zásobující kotel uhlím. Z této oblasti odjede Runaway Kid na střeše výtahu, v němž se nachází Lady.
Třetí a poslední kapitola se odehrává v obývacích místnostech samotné Lady. V této oblasti se nachází velké množství knih a také malé bytosti útočící na hráčovu postavu zvané Shadow Kids (volně přel. Stínové Děti) s bílými maskami, které se podobají té, jež nosí Lady. Na konci kapitoly promění Lady hráčovu postavu v téhož Noma, kterého Six pozřela. Po titulcích následuje scéna se zapnutým zrnícím televizorem, na jehož obraze lze spatřit tmavou figuru.